# 高霊警察署
高霊警察署（コリョンけいさつしょ）は、慶北地方警察庁所管の警察署である。

## 管轄区域
- 高霊郡

## 沿革
- 1945年10月21日 - 国立警察発足
- 2003年12月29日 - 現在の庁舎が完成

## 組織
- 警務課
- 生活安全交通課
- 捜査課
- 情報保安課

## 管轄派出所
- 高霊派出所
- 茶山派出所
- 星山派出所
- 双林派出所
- 牛谷派出所